# Roman Mrázek
Roman Mrázek (Checoslovaquia, 21 de enero de 1962) es un atleta checoslovaco retirado especializado en la prueba de 5 km marcha, en la que consiguió ser subcampeón mundial en pista cubierta en 1989.

## Carrera deportiva
En el Campeonato Mundial de Atletismo en Pista Cubierta de 1989 ganó la medalla de plata en los 5 km marcha, llegando a meta en un tiempo de 18:28.90 segundos, tras el soviético Mikhail Shchennikov y por delante de otro soviético Frants Kostyukevich (bronce).